# Lirons
Els lirons (Gliridae) són una família de rosegadors esciüromorfs. Habiten principalment Europa, tot i que també n'hi ha a Àfrica i Àsia. Són especialment coneguts per la seva llarga hibernació. També se'n diu «gat mart(a)», «rata dormidora», «rata bosquina», «rata cellarda» i «rata de celler»), «rat grill», «rat esquirol», i encara «menjaavellanes».
Els lirons són rosegadors petits de 18 a 26 cm, incloent la cua, d'aspecte similar al ratolí, de pelatge gris fosc o castany al llom i blanc a la part baixa. Són particularment coneguts pels seus llargs períodes de hibernació. Són omnívors; mengen especialment fruits de tardor com les mores, castanyes, glans, etc. També consumeixen insectes (ortòpters, etc.), aràcnids, cargols, cries d'aus i altres petits rosegadors. Poden arribar a devorar els seus congèneres després de la llarg letargia hivernal.
A diferència de la resta dels rosegadors totes les espècies de lirons actuals no tenen cec intestinal, per la qual cosa no poden digerir la cel·lulosa. No obstant això, en el Miocè primerenc, durant la màxima diversitat de la família, les espècies existents llavors encara no ho devien haver perdut i la dieta del grup va ser molt més variada, com es dedueix de les diferents morfologies dentàries, algunes hipsodòncies (de corones molt elevades).
L'hàbitat dels lirons pot ser zona de matolls baixos a la vora dels rius, horts i també jardins. No obstant això, alguns poden estar adaptats a altres ambients, com Sevelinia, que habita en ambients desèrtics.
S'aparellen durant l'època estival, i en èpoques favorables pot arribar a tenir dues i tres ventradas. La gestació es demora uns 20 o 25 dies. Cada ventrada és d'entre 2 a 8 cries, que pesen en néixer uns 15 grams i obren els ulls als 20 dies. La lactància dura uns 45 dies, i arriben a la maduresa als 4 mesos després del naixement.
Els seus depredadors són, generalment i entre d'altres, la guineu, la Genetta genetta i el Felis silvestris gat salvatge, a més de les aus rapinyaires nocturnes.

## Evolució i filogènesi

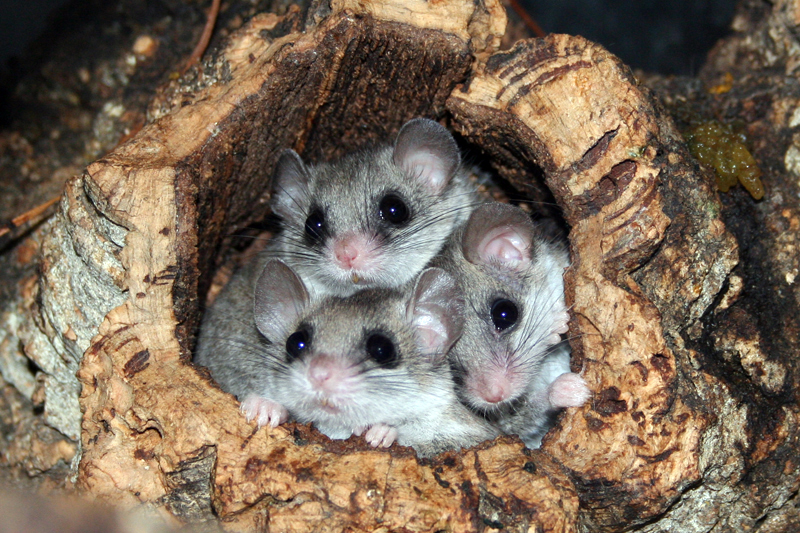
Lirons en un tronc.

Els lirons s'originaren a Europa durant la radiació adaptativa que seguí l'obertura de l'Atlàntic, a partir de rosegadors de la família Ischyromyidae (Micoparamys). El liró més antic conegut és Eogliravus wildi, de l'Eocè inferior del jaciment francès de Mas de Gimel, de fa uns 50 milions d'anys.
La primera diversificació comença a l'Eocè inferior, amb les subfamílies Gliravinae, Glamyinae i Bransatoglirinae, i continua en l'Oligocè, quan apareixem i es diversifiquen la subfamília Peridyromyinae i altres lirons del grup de Glirudinus.
A la fi del Miocè inferior, fa uns 16 milions d'anys, els lirons assoliren la seva màxima diversitat i arribaren a representar a Europa més del 90% de la fauna dels rosegadors, desplaçant els cricètids, fins llavors dominants en les faunes de rosegadors europees, però que encara ho eren a Àsia. Van ocupar diferents nínxols ecològics i hi va haver formes, com Armantomys amb dents hipsodontes, aptes fins i tot per a una dieta vegetal dura, el que indicaria que, almenys fins a l'Aragonense mitjà, encara posseïen cec intestinal per pair la cel·lulosa.
Els primers representants de les subfamílies actuals, ja sense cec intestinal, aparegueren al Miocè mitjà, havent-se registrat fòssils de Muscardinus (Glirinae) a l'Aragonense superior. L'origen de tots els lirons actuals sembla estar en alguna espècie del gènere Microdyromys (Bransatoglirinae). La diversificació d'aquests lirons «moderns» coincideix amb el declivi i extinció dels «antics», dotats de cec intestinal.
La majoria dels gèneres moderns aparegueren en el Vallesià inferior, fa 10 o 11 milions d'anys, excepte Graphiurus (Graphiurinae, els lirons africans), que aparegueren més recentment, en el Pliocè.

## Característiques
Tenen un excel·lent sentit de l'oïda i es comuniquen entre ells amb gran varietat de vocalitzacions.

## Hibernació

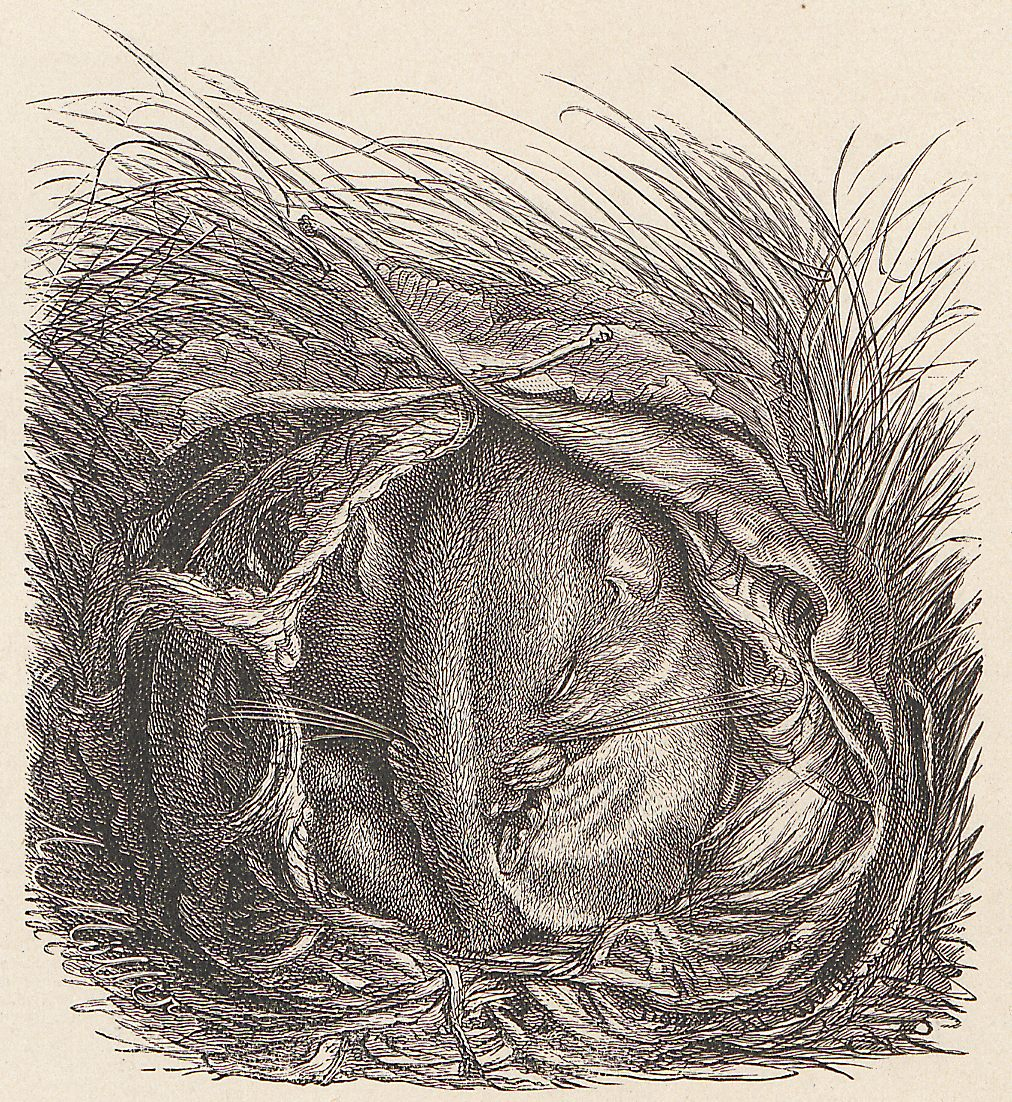
Petit liró dormint en el niu d'hivern

Una de les característiques més destacades d'aquells lirons que viuen a les zones temperades és la hibernació. Poden hivernar sis mesos a l'any, o fins i tot més si la temperatura triga a pujar. De vegades es desperta durant breus períodes per menjar aliments que havien emmagatzemat anteriorment a prop. Durant l'estiu, acumulen greix al seu cos per nodrir-los durant el període d'hibernació.

## Evolució
Els Gliridae són una de les famílies de rosegadors més antigues existents, amb un registre fòssil que es remunta a principis de l'Eocè. Tal com s'entén actualment, descendien a Europa dels primers Paleogen ischyromyids com ara Microparamys (Sparnacomys) chandoni. El gènere de l'Eocè primerenc i mitjà Eogliravus representa el tàxon de glirids més antic i primitiu; l'espècie més antiga, Eogliravus wildi, es coneix a partir de dents aïllades de l'Eocè primerenc de França i un exemplar complet de l'Eocè mitjà primerenc de la fosa de Messel a Alemanya. Apareixen a l'Àfrica al Miocè superior i només relativament recentment a Àsia. S'han identificat molts tipus d'espècies de liró extintes. Durant el Pleistocè, els lirons gegants de la mida de rates grans, Leithia melitensis, vivien a les illes de Malta i Sicília.

## Sistemàtica
El nom de la família ha estat en debat durant molts anys; l'ús de Gliridae o Myoxidae depenia de considerar vàlid el nom del gènere del qual deriva el seu nom: Glis Brisson, 1762 o Myoxus Zimmermann, 1790. El primer va ser usat per primera vegada sense complir els requisits de la nomenclatura binomial i posteriorment es va usar per a nomenar a diferents rosegadors, no obstant això, des d'una resolució de 1998 de la Comissió Internacional de Nomenclatura Zoològica en contra de l'opinió de diversos especialistes, es va adoptar definitivament el nom de Glis per al gènere, per la qual cosa des de llavors la família ha de nomenar-se com Gliridae.

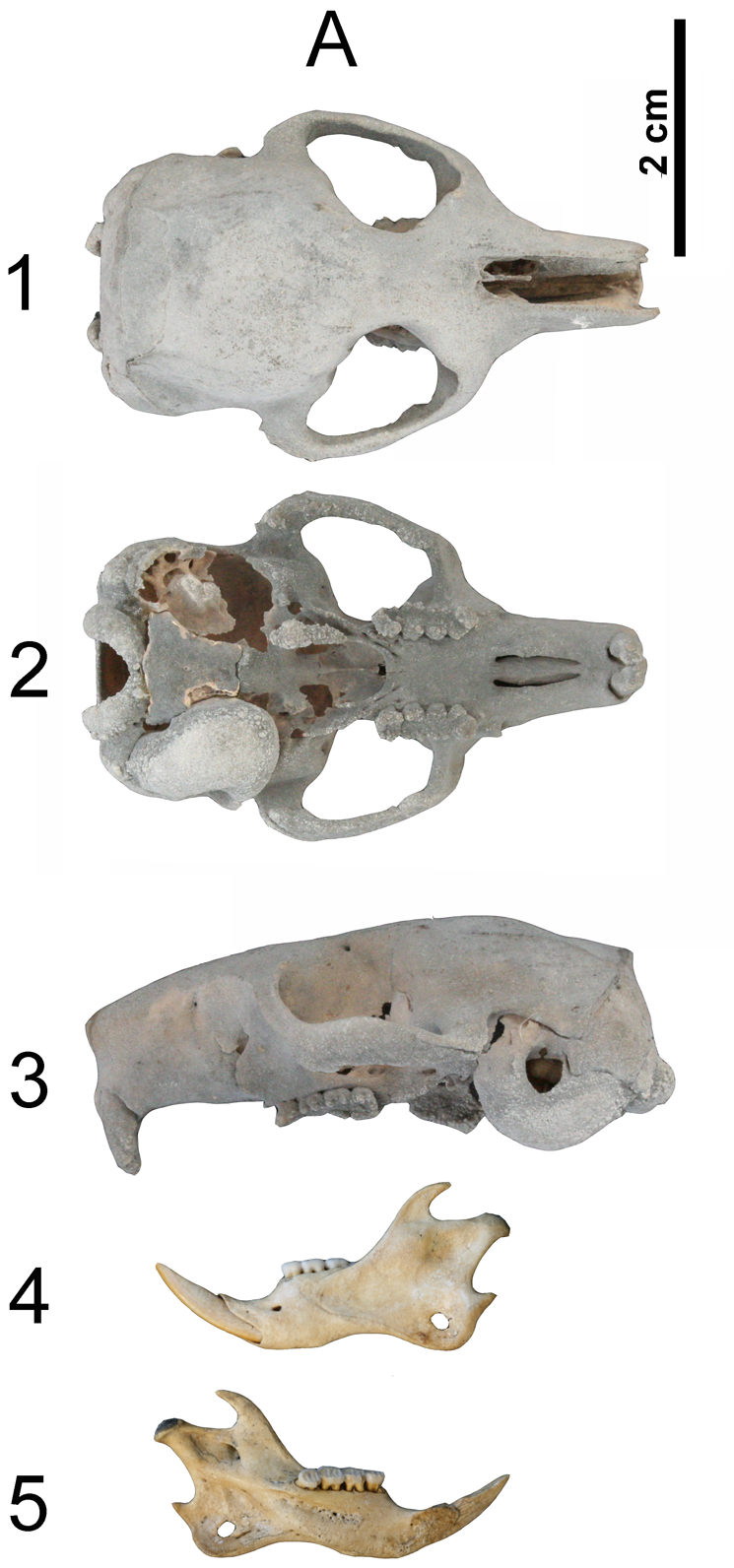
Crani del liró extint Hypnomys morpheus.

La classificació dels lirons actuals es realitza en funció de la morfologia cranial, patrons de la corona dental, esmalt dels incisius, músculs masseters, morfologia genital, regió auditiva i distància genètica. Wilson i Redeer (2005), que tracten exclusivament els lirons actuals, reconeixen 28 espècies, agrupades en tres subfamílies: Graphiurinae (amb 14 espècies del gènere Graphiurus), Leithiinae (amb 12 espècies, incloses en els gèneres Chaetocauda, Dryomys, Eliomys, Muscardinus, Myomimus i Selevinia) i Glirinae (amb els gèneres Glirulus i Glis amb una espècie cadascun).
No obstant això, per tal de poder incloure els lirons extints en la classificació de la família, molt més abundants i diversificats en el passat, l'únic caràcter que es coneix de tots ells, i que pot usar-se en la sistemàtica, és la morfologia del patró dental —número i distribució de crestes, unions entre elles—, concavitat de la superfície oclusal, hipsodòncia, etc. D'altra banda, Freudenthal i Martín-Suárez (2013) destaquen, per les seves implicacions filogenètiques, l'absència de cec en tots els lirons actuals com a caràcter major en la subdivisió taxonòmica. Assenyalen una clara dieta basada en vegetals durs en algunes espècies del Miocè (p. ex. Armantomys, amb dentició hipsodonta i típiques marques de desgast per abrasió), que implicaria la digestió de cel·lulosa i, per tant, la presència de cec intestinal en lirons d'aquesta època. Interpreten que totes les subfamílies actuals són monofilètiques i han de procedir d'una única línia evolutiva entroncada al Miocè, i que la major part dels lirons extints no han d'assignar-se a subfamílies actuals. Segons el criteri d'aquests autors i basant-se en els treballs de Daams i de Bruijn (1995) i Freudenthal i Martín-Suarez (2007a i b) es poden reconèixer deu subfamílies (set d'elles extintes, de les quals dues estan pendents de definir i nomenar formalment), que comprenen unes 180 espècies (de les quals 28 són actuals) agrupades en més de 40 gèneres.
- Subfamília Graphiurinae
  - Género Graphiurus (lirons africans)
    - Graphiurus angolensis
    - Graphiurus christyi
    - Graphiurus crassicaudatus
    - Graphiurus johnstoni
    - Graphiurus kelleni
    - Graphiurus lorraineus
    - Graphiurus microtis
    - Graphiurus monardi
    - Graphiurus murinus
    - Graphiurus nagtglasii
    - Graphiurus ocularis
    - Graphiurus platyops
    - Graphiurus rupicola
    - Graphiurus surdus
    - Graphiurus walterverheyeni
- Subfamília Leithiinae
  - Gènere Chaetocauda
    - Chaetocauda sichuanensis (liró xinès)

  - GènereDryomys
    - Dryomys laniger
    - Dryomys niethammeri
    - Dryomys nitedula

  - Gènere Eliomys
    - Eliomys melanurus
    - Eliomys munbyanus
    - Eliomys quercinus (rata cellarda)

  - Gènere Hypnomys †
    - Hypnomys morpheus †
    - Hypnomys mahonensis †

  - Gènere Muscardinus
    - Muscardinus avellanarius

  - Gènere Myomimus
    - Myomimus personatus
    - Myomimus roachi
    - Myomimus setzeri

  - Gènere Selevinia
    - Selevinia betpakdalaensis

  - Gènere Vasseuromys[12][13] †
    - Vasseuromys autolensis †
    - Vasseuromys bacchius †
    - Vasseuromys bergasensis †
    - Vasseuromys cristinae †
    - Vasseuromys duplex †
    - Vasseuromys elegans †
    - Vasseuromys multicrestatus †
    - Vasseuromys pannonicus †
    - Vasseuromys priscus †
    - Vasseuromys rambliensis †
    - Vasseuromys rugosus †
- Subfamília Glirinae
  - Gènere Glirulus
    - Glirulus japonicus

  - Gènere Glis
    - Glis glis (lirón gris)

  - Gènere Stertomys †
    - Stertomys daamsi †
    - Stertomys daunius †
    - Stertomys laticrestatus †
- Subfamilia Bransatoglirinae †
  - Gènere Oligodyromys †
  - Gènere Bransatoglis †
    - Bransatoglis adroveri †
    - Bransatoglis planus †